# Furcifer verrucosus
Furcifer verrucosus là một loài thằn lằn trong họ Chamaeleonidae. Loài này được Cuvier mô tả khoa học đầu tiên năm 1829.

## Hình ảnh

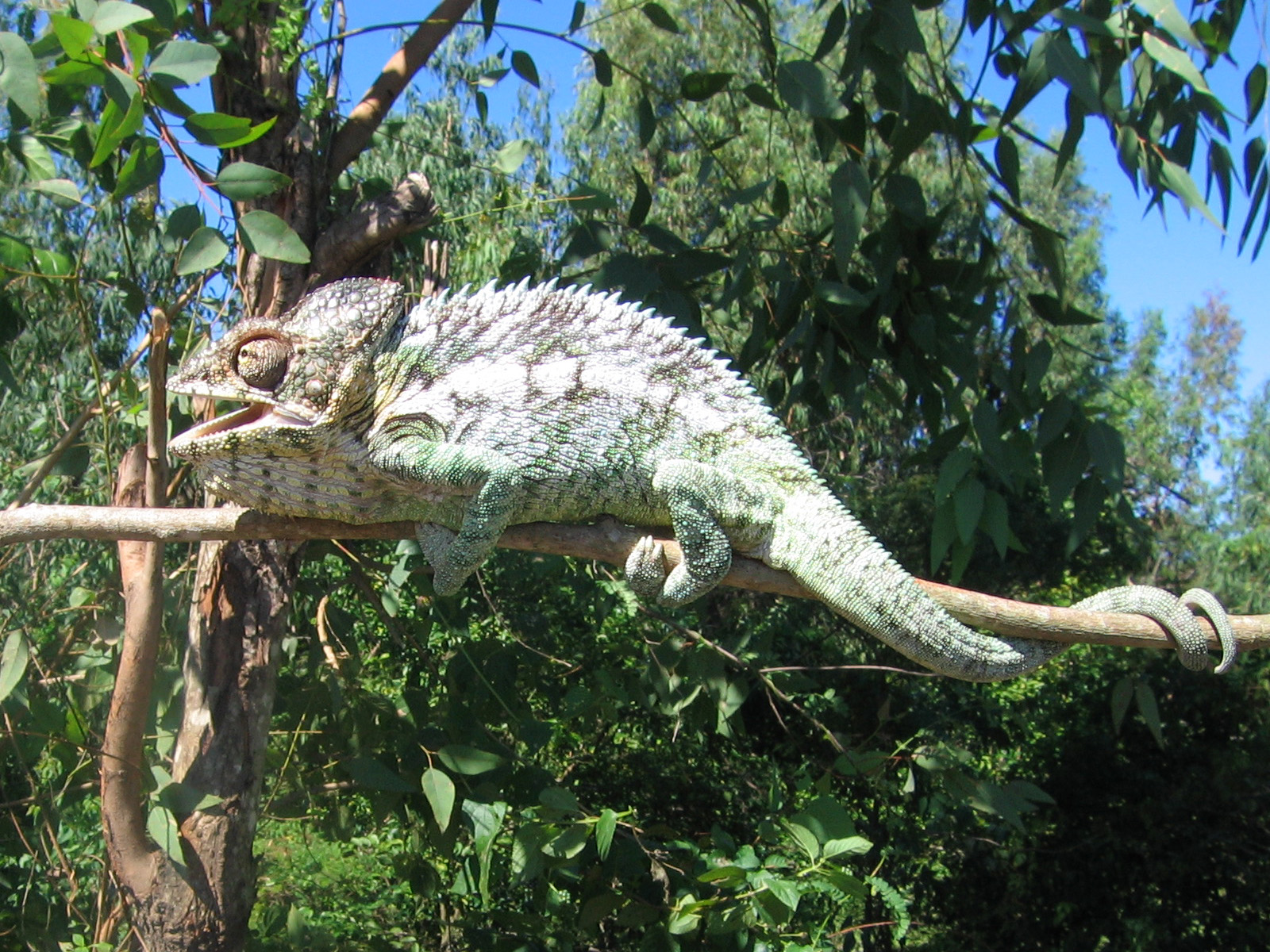
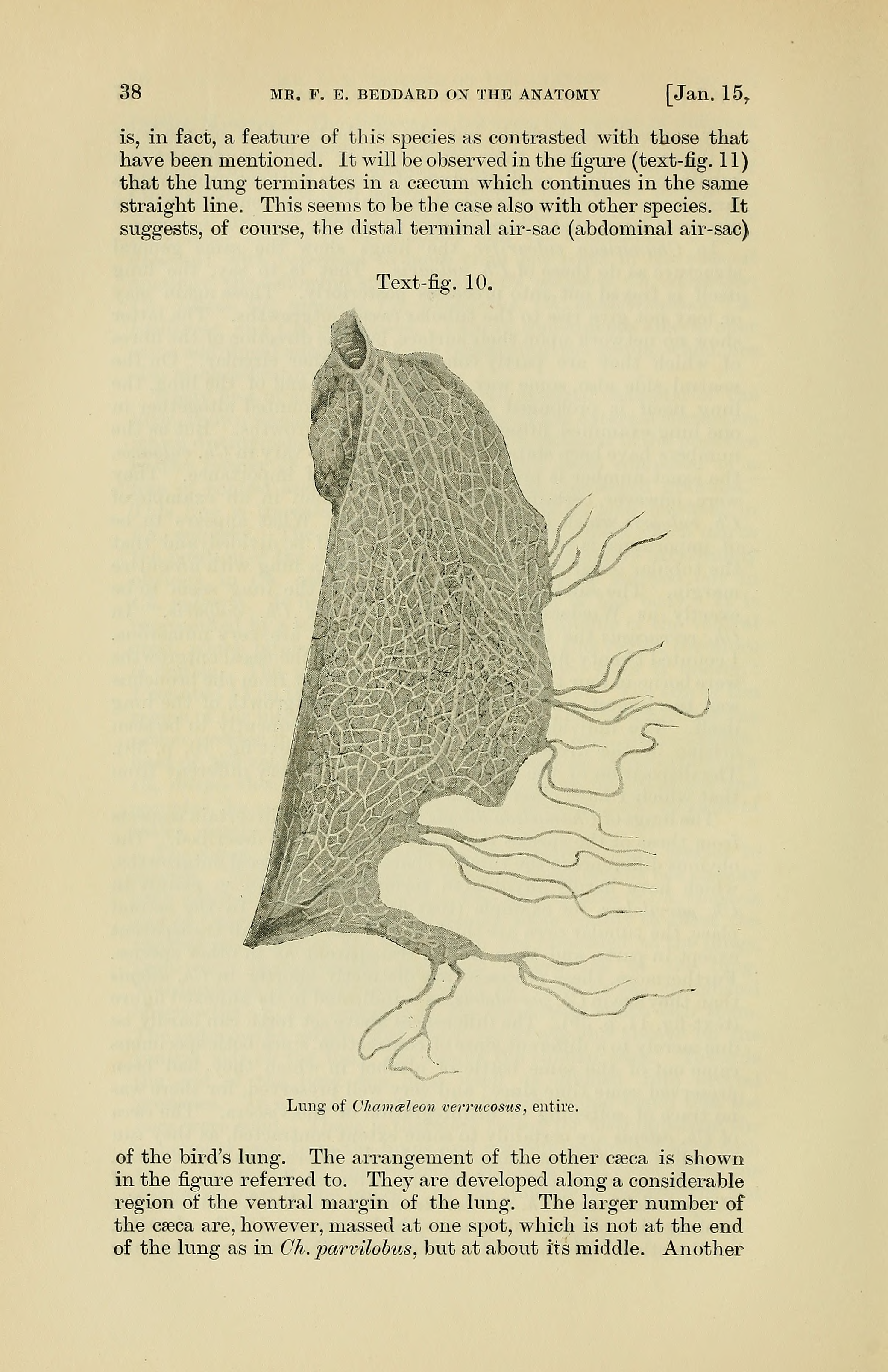